# Dom na Čemšeniku
Dom na Čemšeniku je planinska koča, ki je nad dolino reke Kokre v občini Preddvor na višini 835 metrov.
Dom obdajajo gozdnata pobočja Babe, Potoške gore, Javorovega vrha in Slaparjeve gore.
Od doma se lepo vidi del smučišča na Krvavcu, tj. del sedežnic Zvoh in Njivice.

## Dostop
Izhodišče poti do doma je z glavne ceste Preddvor–Jezersko, in sicer z avtobusne postaje nasproti električnega transformatorja v Spodnji Kokri. Gozdna pot, ki vodi do doma, je speljana ob strugi Čemšeniškega potoka. Povprečen pohodnik pot prehodi v slabi uri.

## Izhodišča za nadaljnje izlete
Od doma na Čemšeniku se je možno podati v naslednje smeri:
- Sveti Jakob (961 m) - preko Potoške gore,
- Zaplata (1853 m),
- Kališče (1540 m) - preko Javorovega vrha in skozi Hudičev boršt,
- Baba (1119 m),
- Mali Grintovec (1813 m),
- Storžič (2132 m),
- kmetija Zajc (po domače Krems).